# Wapelergroden
Wapelergroden ist eine Bauerschaft der Gemeinde Jade im Landkreis Wesermarsch.

## Geschichte
Der Alt-Wapeler Groden entstand ab 1634 nach der Eindeichung am südlichen Jadebusen. Im Jahr 1732/33 wurde er besiedelt und eingedeicht. Im Jahr 1822 folgte die Besiedlung des Neu-Wapeler Grodens. Im Jahr 1914 wurden die Siedlungen Alt-Wapelergroden und Neu-Wapelergroden mit Neuenkrug aus der Bauerschaft Jaderaltendeich ausgegliedert und unter Wapelergroden zusammengefasst. Westlich von Wapelergroden befindet sich Wapelersiel.